# 烏馬瓦卡縣

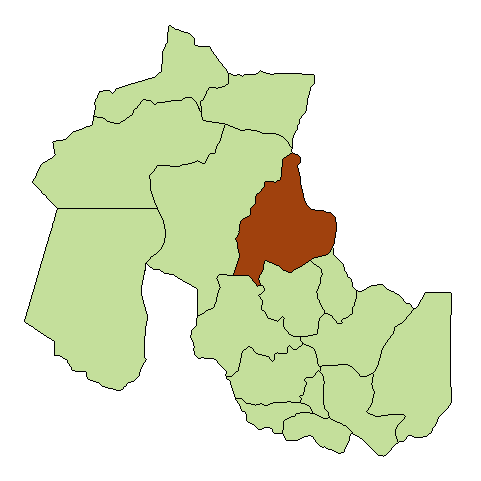

23°12′9″S 65°20′55″W / 23.20250°S 65.34861°W
烏馬瓦卡縣（西班牙語：Departamento de Humahuaca），是阿根廷的縣份，位於該國西北部胡胡伊省，首府設於烏瑪瓦卡，面積4,448平方公里，2010年人口17,366，人口密度每平方公里3.9人。